# Спицевка
Спи́цевка — село в Грачёвском районе (муниципальном округе) Ставропольского края России.

## Этимология
Название села очевидно произошло от находящейся рядом реки Спицевка. В архивных документах встречаются следующие варианты наименования: Спицына, Спицыно, Спицинская, Спицевское.

## География
Расположено на реке Спицевка и ручье Богатом.

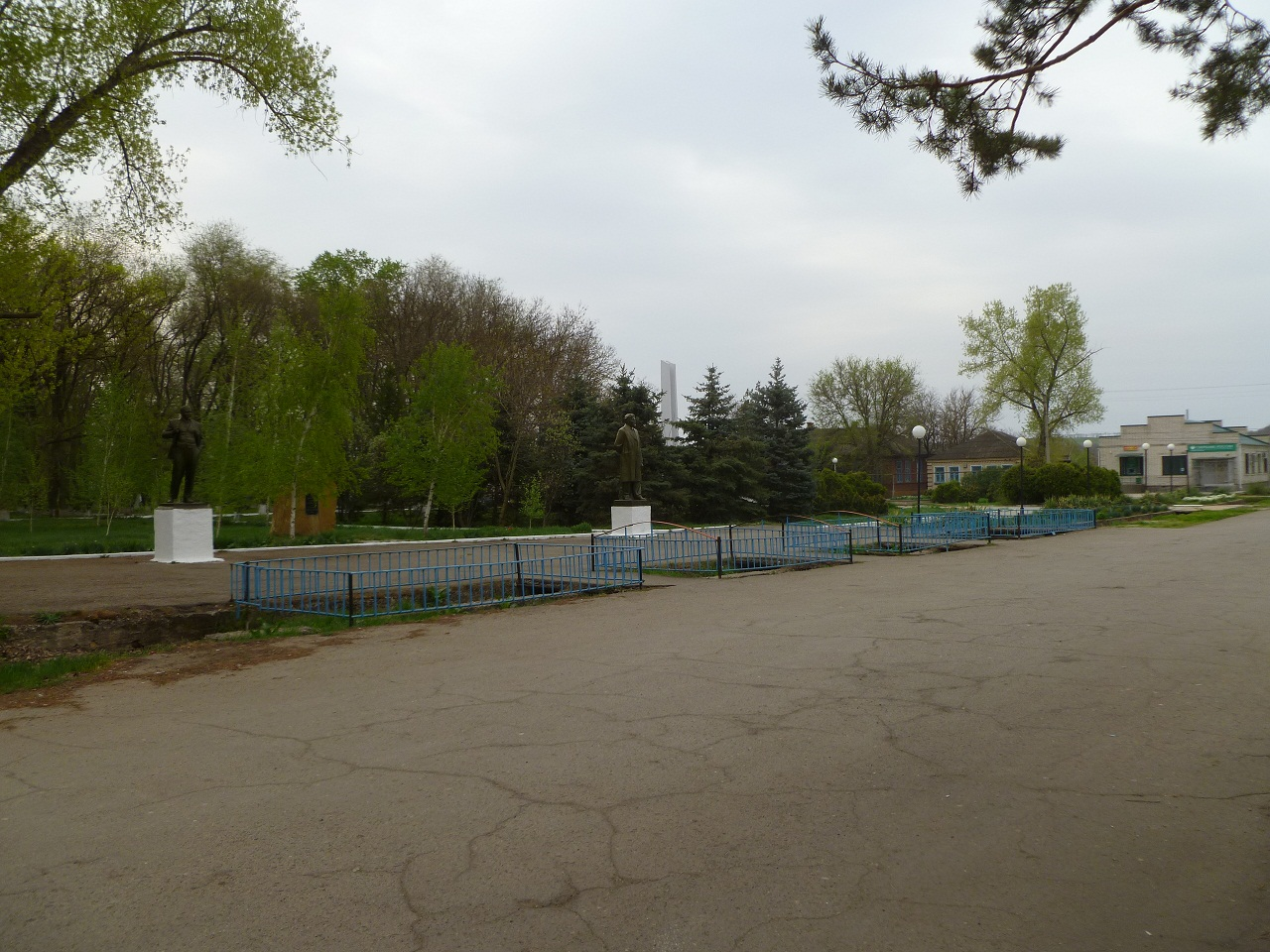
В центре села

Расстояние до краевого центра: 43 км.
Расстояние до районного центра: 12 км.

## История
Царский период
Село основано в 1816 году как село Спицыно (отсёлок от селения Бешпагир, по другим данным - в 1833 году).
По указу Правительствующего Сената от 27 июля 1835 года Спицевка была причислена к Ставропольскому казачьему полку и получила статус станицы. 30 декабря 1869 года станица отчислена из Кубанского казачьего войска в гражданское состояние и получила статус села.
Спицевка являлась волостным селом и резиденцией земского начальника 2-го участка Ставропольского уезда. В волость также входила деревня Кононовка (Устиновка), расположенная в 4 верстах от села.
Гражданская война
В годы Гражданской войны 1918-1919 гг. окрестности села неоднократно становились ареной упорных боев.
22 ноября 1918 года в окрестностях села войсками генерала Н.Г. Бабиева была разгромлена Таманская красная армия.
В конце ноября 1918 года 1-я пехотная дивизия (ком. ген. Б. И. Казанович), преодолевая упорное сопротивление красных, подошла к Спицевке, которую противник продолжал прочно удерживать.  Врангель решил использовать выдвинутое положение своих частей. 4 декабря, оставив заслоном на фронте Донская Балка — Петровское — Николина Балка 2-ю кубанскую дивизию, ночным маршем двинул 1-ю конную дивизию и сводную бригаду под общим начальством ген. С.М. Топоркова, и на рассвете 5-го ударил у Спицевки в тыл красным. Противник был разбит наголову, оставив 2 000 пленными, 40 пулеметов, 7 орудий и большой обоз.
Советский период
В 1918 году на Ставрополье начался процесс коллективизации, не получивший достаточного развития из-за гражданской войны. После окончательного установления советской власти в регионе стали создаваться коммуны и артели, организуемые бывшими красноармейцами. В 1920-е годы в Спицевке появились коммуны имени т. Ленина (1920), т. Зиновьева (1924) и т. Крупской (1924), сельскохозяйственные товарищества «Свободный Труд» (1924) и «Новый Путь». В 1924 году образовано Спицевское кредитное товарищество «Кавказ».
В 1935 году в составе Северо-Кавказского края (с 1937 года — Орджоникидзевский край, с 1943 года — Ставропольский край) был образован Спицевский район с центром в селе Спицевка. В соответствии с Указом Президиума Верховного Совета РСФСР от 30 сентября 1958 года, районный центр Спицевского района Ставропольского края из села Спицевка был перенесён в село Старо-Марьевское, а Спицевский район переименован в Старо-Марьевский район. При этом районным центром было временно утверждено село Кугульта.
После развала СССР
До 16 марта 2020 года село было административным центром упразднённого Спицевского сельсовета.

## Население
| 1839  | 1845  | 1855  | 1858  | 1860  | 1865  | 1881  | 1897  | 1903  |
| ----- | ----- | ----- | ----- | ----- | ----- | ----- | ----- | ----- |
| 605   | ↗659  | ↗1078 | ↘985  | ↗1038 | ↘426  | ↗1827 | ↗3192 | ↘3180 |
| 1908  | 1925  | 1926  | 1939  | 1989  | 2002  | 2010  | 2014  | 2021  |
| ↗3998 | ↘3754 | ↗3993 | ↘3603 | ↘3034 | ↗3314 | ↗3478 | ↘3300 | ↗3529 |

По данным переписи 2002 года в национальной структуре населения преобладают русские (82 %).

## Инфраструктура
- Спицевский культурно-досуговый центр. Открыт 8 мая 1975 года как Дом культуры[29]
- Общественное кладбище площадью 15000 м²[30]

## Образование
- Детский сад № 11. Открыт 2 марта 1982 года[31]
- Средняя общеобразовательная школа № 6
- Спицевская детско-юношеская спортивная школа. Открыта 13 мая 1985 года[32]

## Русская православная церковь
- Покровский храм[33]

## Эпидемиология
- Находится в местности, отнесённой к активным природным очагам туляремии[34]

## Люди, связанные с селом
- Никитин Василий Егорович (1924 — 17.03.1944) — заряжающий орудия 183-го гвардейского артиллерийско-миномётного полка 10-й гвардейской казачьей кавалерийской дивизии 4-го гвардейского Кубанского казачьего кавалерийского корпуса 3-го Украинского фронта, Герой Советского Союза (посмертно). Именем Никитина названа улица в Спицевке.
- Солгалова Мария Михайловна (1941) — трактористка колхоза имени Калинина Грачевского района, кавалер ордена Трудового Красного Знамени[35]
- Ярош Виктор Андреевич (29.12.1936) — поэт, прозаик, член Союза писателей России[36]

## Памятники
- Братская могила партизан, погибших в годы гражданской войны. 1918—1920,1935 гг[37].
- Братская могила красных партизан, погибших в годы гражданской войны и мирных жителей, расстрелянных фашистами. 1918—1920,1942-1943,1938 гг[38].
- Братская могила воинов 25-й чапаевской дивизии. 1967 год[39]